# Kemangsen
Kemangsen is een bestuurslaag in het regentschap Sidoarjo van de provincie Oost-Java, Indonesië. Kemangsen telt 7588 inwoners (volkstelling 2010).